# Alsodux
Alsodux er en by og kommune i det sydøstlige Spanien i provinsen Almería. Den har et indbyggertal på 138 (2024) indbyggere.